# Мехсеті Гянджеві
Мехсеті́ Гянджеві́ (XII століття) — азербайджанська поетеса, жила в Гянджі при дворі сельджуцького султана Санджара, славилась крім поетичних, музикальними талантами та високою освіченістю.
Ревнителі мусульманського благочестя вороже відносились до творчості Мехсеті Гянджеві, багато в чому направленому проти шаріату та його установок, що принижували жінку. Після смерті свого покровителя була вислана з Гянджа, поневірялась на чужині.
Згідно з переказами, мусульманське духовенство зрештою домоглось для неї страти, якій[джерело?] в ті часи піддавалися небезпечні єретики — з Мехсеті Гянджеві здерли шкіру[джерело?].

## Творчість
Основне місце в її творчості посідає любовна лірика. Її твори відзначаються широким світоглядом, гуманізмом, епікурейством, ніжністю. Кохання у творах Мехсеті Гянджеві приймає значення природного, підносить людські почуття. Поетеса, піднімаючись проти свавілля влади, релігії, стає на захист моральної і фізичної свободи людини. У її віршах відображаються мрії про свободу і щасливе життя народу, і особливо жінок Сходу.

## Пам'ять
У Гянджі створений її музей, а в 1980 році їй було поставлено пам'ятник.